# Ipomoea valenzuelensis
Ipomoea valenzuelensis är en vindeväxtart som beskrevs av Chod. och Hassl. Ipomoea valenzuelensis ingår i släktet praktvindor, och familjen vindeväxter. Inga underarter finns listade i Catalogue of Life.